# 東京ドームシティアトラクションズ
東京ドームシティアトラクションズ（とうきょうドームシティアトラクションズ 英：Tokyo Dome City Attractions）は、東京都文京区後楽に所在する東京ドームシティ内にある都市型遊園地。略称はTDCアトラクションズ、TDCA、また単に東京ドームシティ。
旧称は後楽園ゆうえんち（こうらくえんゆうえんち）。株式会社東京ドームが運営している。
| 国土交通省 国土地理院 地図・空中写真閲覧サービスの空中写真を基に作成東京ドームシティ付近。1989年撮影。1974年の撮影と場所は同じ。競輪場は東京ドームに、後楽園球場跡は遊園地にそれぞれ変わっているのが確認できる。  |  | 国土交通省 国土地理院 地図・空中写真閲覧サービスの空中写真を基に作成東京ドームシティ付近。1974年撮影。今はなき後楽園競輪場（写真中央付近）と後楽園球場（写真右）が確認できる。'74年・'89年とも左に写っている緑地は小石川後楽園。  |
| 国土交通省 国土地理院 地図・空中写真閲覧サービスの空中写真を基に作成 東京ドームシティ付近。1989年撮影。1974年の撮影と場所は同じ。競輪場は東京ドームに、後楽園球場跡は遊園地にそれぞれ変わっているのが確認できる。 |  | 国土交通省 国土地理院 地図・空中写真閲覧サービスの空中写真を基に作成 東京ドームシティ付近。1974年撮影。今はなき後楽園競輪場（写真中央付近）と後楽園球場（写真右）が確認できる。'74年・'89年とも左に写っている緑地は小石川後楽園。 |

## 概説

### 草創期
後楽園周辺への遊園地建設は1947年頃から構想され、児童用プール・ローラースケート場・回転塔・芝生遊園地・ヘルスセンター等の建設を目論んだが、資材不足から断念。1953年には隣接する旧南方開発金庫跡地の大蔵省からの払下げの目処がたち、遊園地計画が再始動、1955年7月9日に後楽園ゆうえんちとして開場した。「後楽園遊園地」などと表記される場合もあるが、「後楽園ゆうえんち」が正式な表記である。後楽園球場周辺の多目的利用策の一環として建設され、1953年に後に文京区役所建設地となる空き地で行われた移動遊園地「コニー・アイランドショー」の成功をヒントに、都会の子供にレジャーを提供する事を目的として狭い土地を有効活用すべく立体的な機械アトラクションを中心とした構成とした。

### 拡張・リニューアル
1961年には熊谷組作業所跡地6,900平米を買収して拡張工事を行い、都内屈指の32種の遊具を備えたが、1967年に放射9号線道路拡張工事のため一時休園。27,437平米のうち4,081平米を道路用地に転用し、1968年に「後楽園タワー」など10機種以上を導入し再開業、1973年に旧後楽園競輪場施設を用いた夏季ジャンボプールとゴルフ練習場の設置や園内のロココ調への改装、1979年に後楽園スポーツクラブ屋上を人工地盤として用いて「パラシュートランド」を開業し1980年代は東京ディズニーランドに対抗すべく積極的な新規遊具の導入を行い、その後「コースターランド」「タワーランド」「パラシュートランド」の3ゾーン体制となった。1992年には地下遊園地「ジオポリス」も開業した。「ラクーア」側と「バイキングゾーン」「パラシュートゾーン」側（東京ドーム側）は都道434号で隔てられており、アトラクションズの来場者は通常、都道434号直下に設置された地下通路で往来する。フリーゲート化後は施設外の横断歩道経由で往来することも可能である。

### 東京ドームシティアトラクションズ時代
大型施設老朽化による大規模リニューアルの検討時にレジャーの多様化を反映した複合的開発を行いこれまで男性・ファミリー客中心から女性客の開拓を図ることとし、2003年4月17日に遊園地全体をフリーゲート化（入場無料化）し、同時に「脱・遊園地」のテーマのもとで東京ドームシティアトラクションズという現在の名称に変更した。同年5月1日にゆうえんち北側部分の再開発によるショッピングセンターと日帰り入浴施設および新設アトラクション等で構成した複合施設「ラクーア」の開業に踏みきり、ラクーアや新規アトラクションの導入により、大人指向のアミューズメントパークへ変貌を遂げた。
2010年から2011年1月にかけてアトラクションに起因する人身事故を相次いで起こし、この2011年1月末から長期間営業を休止することとなった（→#事件・事故）。その後社内安全対策の確立を受け、6月1日から一部のアトラクションで営業を再開した。
2020年には新型コロナウイルス感染症の拡大に伴い、3月1日から5月31日まで全面休園。また2021年1月から2月にも休園期間を設けた。
2021年には、初の定額制チケットである「TDCAサブスクパス」を発売した。

## 主なイベント
キャラクターショー
古くよりテレビ朝日系列で日曜朝に放送されている、スーパー戦隊シリーズのヒーローショーを売り物にしており、毎週土曜・日曜と祝日に開催している（野外劇場時代途中に週休二日制が定着するまでは日曜・祝日のみ。春冬の長期休暇時は毎日公演）。1971年から5年間行われた仮面ライダーシリーズショーを皮切りに、その後1976年よりスーパー戦隊ショーを中心に開催、劇場への入場時にレッドと握手ができることからテレビCMでスーパー戦隊の歴代レッドが発する「後楽園ゆうえんちで僕と握手!」のキャッチコピーは有名で（当初は「後楽園ゆうえんちへ応援に行こう!」や「後楽園ゆうえんちで待ってるぞ!」であった）、現在でも「シアターGロッソで〜」とキャッチコピーを変えて使われている。ただしコロナ禍以降は3年間に渡り握手が出来なくなったため、『魔進戦隊キラメイジャー』から『暴太郎戦隊ドンブラザーズ』までのショーのCMでは「僕と握手!」の箇所のみ別の台詞に言い換えていた。
2000年代までは最新作までの5年間のスーパー戦隊の過去作や仮面ライダーシリーズ・メタルヒーローシリーズのヒーローが登場するショーも夏や正月（スーパーヒーロー大集合）に行われていた。さらにシリーズの期間中2回は変身前の役者が出演する「素顔の戦士」公演を実施している（1992年秋の『恐竜戦隊ジュウレンジャー』ショーから。それ以前も公演の回によって変身前の演者が予告なしでサプライズ出演することも稀にあった）。スーパー戦隊シリーズでは、後楽園ゆうえんち時代から番組のロケを園内で行うことも多い。
コスプレイベント
1990年代前半からハロウィンに仮装イベントを展開し、これを発展させる形で1997年からコスプレ専門イベントが園内で展開されるようになり、「コスプレフェスタ」「レイヤーズパラダイス」などの名称で開催され、これが後に各地の遊園地・テーマパークで行われているコスプレイベントの元祖となっている。新型コロナウィルス感染症拡大の影響により、2020年2月24日の開催を最後に3年1ヶ月の間休止したあと、2023年3月26日より開催を再開した。また、2019年には世界コスプレサミットの予選会「世界コスプレサミット in TOKYO」が開催された。

## アトラクション一覧

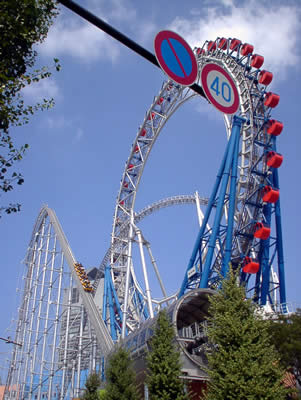
ビッグ・オーとサンダードルフィン（2003年9月28日撮影）

「スピニングコースター舞姫」の事故を受け2011年1月31日以降、全アトラクションが営業を休止していたが、4月2日から「シアターGロッソ」が再開した。6月1日から安全対策を確立したとして、タワーランド内アトラクションとサンダードルフィンを除く10種類のアトラクションに限り再開した。タワーランドは大屋根が撤去完了後、一部のアトラクションが10月14日に営業再開した。
以下カッコ内はアトラクション合言葉・挨拶

### ラクーアゾーン
旧称はコースターランド。2003年5月1日のラクーア開業に伴い、名称変更された。
- ビッグ・オー（ハッピー）
- サンダードルフィン（ゼロ・いち・に・サンダー！[7][注 2]）
- ワンダードロップ（ヨーホ）
- 怨霊座敷（2018年4月21日開業）

靴を脱いで入るお化け屋敷。演出にチームラボの映像技術が使われている。
期間限定で、ストーリーの変更と恐怖の演出が向上された特別バージョンが開催される。
2018年夏は「超・怨霊座敷」、2019年夏は「怨み針の女」を実施。16時までは“ノーマルver.”、17時からは“ハードver.”となる。ハードver.は各種パスポート利用不可。
2019年秋に開催された「お化け屋敷の深夜巡回」は、同園内で開催された「和ハロウィーン」の企画による特別バージョン。営業終了後のお化け屋敷に巡回に入った警備員が戻って来なくなった為、暗闇の中を懐中電灯の灯りを頼りに探しに行くという設定。15時までは通常の怨霊座敷、16時から深夜巡回となる。深夜巡回は各種パスポート利用不可。
- ヴィーナスラグーン（アニマル）
- ウォーターシンフォニー

指定時間になると、音楽に合わせて動く噴水。夜になるとイルミネーションが輝く。また、音楽は毎回違う曲が流れる。クリスマス時期は特別バージョンになる。

### バイキングゾーン
2024年7月12日にリニューアルオープン。
- バ・バ・バ バイキング（ヨーソロー）

2024年8月10日開業。「スーパーバイキング ソラブネ」を移設し、名称・デザインを変更した。
- ブンブンビー

リニューアル以前から名称も変更されていない唯一のアトラクションで、デザインが一新された。
- フライングバルーン

2024年12月18日開業。高さ10メートルのタワーの回りを上下する。

### タワーゾーン
旧名称「パラシュートゾーン」から2024年8月10日より改称。
- コズミックトラベラー

ブルームエクスプレス跡地に2021年3月20日開業。
- ウォーターキャノン（レッツキャノン）
- フラッシュラッシュ
- レーザーミッション ～秘密金庫へ潜入せよ！～
- ホッピンどらっぴー(ホッピンジャンピンどらっぴー)
- ZOOターボ！ZOOカート！

スカイフラワー跡地に2025年3月20日開業。バイキングゾーンにあった「フリフリグランプリ」の後継機種。

### ジオポリスゾーン
- バックダーン（バック⁉︎ダーン）
- XRミッション　バトルワールド2045
- ガンガンバトラーズ（レッツシューティング）
- シアターGロッソ

### スプラッシュガーデンゾーン
- ピクシーカップ
- パワータワー（ハイパワー）
- コロッコ
- マジカルミスト

### アトラクション特別チケット
スキップパス
少ない待ち時間で乗れる時間指定券。数量限定で販売されている。別途アトラクションチケットが必要。
- サンダードルフィン - 1,000円
- バックダーン - 600円
- ワンダードロップ - 500円
- コズミックトラベラー - 500円
- お化け屋敷「怨霊座敷」 - 700円（以前は1枚につき4名まで1,200円だった）
- ビッグ・オー - 500円（以前は1枚につき1台1,200円で、特定日のみの販売だった）

端列確定券
バ・バ・バ バイキングの最も高く上がる端の席に必ず座れる券。1枚500円。土日祝日及び学校の長期休暇期間のみ販売。別途アトラクションチケットが必要。

## 過去に存在していたアトラクション

### 後楽園ゆうえんち時代
- ジェットコースター（1955年導入、1967年営業終了[4]） - 日本初の本格的なローラーコースターと言われている[10]。

#### コースターランド
ラクーアへの再開発工事に際しては2000年春にエリアの一部が閉鎖され、残りのエリアは2001年5月までスターランドとして営業をしていた（☆が付いているものはスターランドまで現存）。
- 2WAYジェットコースター[4]
- ツインハリケーン[4]☆
- トップスピン
- サーカストレイン[2]（1983年導入）[11]
- エンタープライズ

1980年3月導入。直径20m・2人乗りゴンドラ40基。西ドイツ製。
- スーパーシャトル[4]
- バイキング

1980年3月導入。スイス・インタミン製。最大角度75度・最高時速48.6km・支柱高さ14m・子供60名または大人50名乗り。日本初の海賊船型アトラクション。
- レインボー

1983年導入。虹や太陽で飾られたゴンドラが地上19mまで垂直円回転運動を行う。36人乗り。
- ラブエクスプレス

ラクーア再開発に伴い、東京サマーランドに移設され、現在も運営されている。
- ロックンロール
- 大観覧車（1981年導入、トーゴ製）
- ティーカップ☆
- 大メリーゴーランド
- 小メリーゴーランド
- 豆汽車[11]
  - 1968年導入。ハーベーガー社（スイス）製造、路線長510m。
- 楳図かずおのお化け屋敷☆
- 13日の金曜日

映画『13日の金曜日』をモチーフにした、ウォークスルータイプのお化け屋敷。
- 荒俣宏の幻鳥迷宮
- バルーン
- テレコンバット[2]
- スーパーテレコンバット☆（1987年導入）[2]
- キディスイング☆
- ローター
- ジャイアンツコースター（1968年導入 全長1500m・高さ20m）[4]

1993年に4両のうち、後方2両を後ろ向きの車両に変更し、上記の「2WAYジェットコースター」にリニューアルされた。タイミングによっては後述のヒーローショーの演出のためにスーパー戦隊のレッドを始めとするヒーローが係員と最前列に乗る場合があった（野外劇場を通過した後に非常通路に降りて退出。担当したスーツアクターは劇場に戻って舞台に立つか補助役に回っていた。）
- ドン・チャックステージ

ヒーローショー以外のキャラクターショーなどはここで行っていた。
- 野外ステージ

当初は様々なイベントを行っていたが、1971年秋からはヒーローショー専用となり、集客力の多さから1972年～73年に敷地はそのまま「野外劇場」に改築された。ステージの前に水が張った堀があるのが特徴。
- 野外劇場

「野外ステージ」の後継施設。2000年春の閉鎖まで長らくヒーローショー専用劇場として親しまれた。舞台の高所から中央左右に大きく開いた奈落まで飛び降りたり、舞台後方に走っているジェットコースターから戦隊シリーズのレッドをはじめとしたヒーローが立ち上がって舞台上にいる敵キャラクターに光線を放つ演出が特徴。場内には売店もあり、開演前の時間帯のみ営業していた。

#### タワーランド
- 後楽園タワー

タワーハッカーの前身である展望アトラクション。1968年導入、高さ100m、2層式キャビン定員60名。タワーハッカーへの改装時に支柱だけ残された。
- フライングカーペット（1982年導入）[2]
- マッドマウス（1964年導入、1982年営業終了）[2]
- トラバンド
- フライングキャビンUFO[2]
  - 直径9.2m、定員44名、スクリーン縦15m×横39.75m。三菱電機との共同開発。1985年導入[11]。
  - ゴンドラ内に大型スクリーンに宇宙旅行や海底体験などの冒険映像を投影し、コンピュータ制御でゴンドラを映像と同調して動かす[2]。

#### パラシュートランド
- ブーメラン[4]
  - 1979年7月導入・1986年営業終了、高さ17mの垂直ループを設けた直線コースを往復するアメリカ製ローラーコースター[2]。
- ウルトラツイスター[4]
  - ブーメラン跡地に1986年導入[2]。
- スカイサイクル（1986年導入）[2]

### 「東京ドームシティアトラクションズ」時代以降

#### ラクーア
- ザ・13ドアーズ
- ライラの冒険 黄金の羅針盤
- ザ・ダイブ

#### タワーランド→バイキングゾーン
2012年3月16日より新たに2機種のアトラクションが開業し、名称が変更された。この際に長年存在した大屋根を撤去した。2023年9月3日を持ってリニューアルのため営業を終了した。
- タワーハッカー（高さ80m・最高時速98km）[4]
- スピニングコースター舞姫

2011年1月の事故に伴い撤去
- アストロジェット
- わんぱくバス
- カルーセル

ラクーア建設に伴いコースターランドから移設
- スーパーバイキング ソラブネ（ヨーソロ）

土日祝日及び夏休み等の長期休暇期間のみ、船の端の座席に必ず座る事が出来る確約券（300円）が販売されていた。
- フリフリグランプリ
- キッズハッカー

さがみ湖リゾート プレジャーフォレスト、リナワールドおよび大森山ゆうえんちアニパにある「ジャンピングスター」とは同型機である。
- ブンブンビー（ブンブンぶっとびー）

わんぱくバスの後継として2014年5月1日より開業。

#### パラシュートランド→パラシュートゾーン
- スカイフラワー

1979年7月1日導入、秒速7.5mで降下する落下傘形のタワー遊具。老朽化により2024年1月31日を以て終了した。後楽園球場時代から唯一残る同園内で最古のアトラクションだった。営業終了後もタワーはシンボルとして残されている。
- リニアゲイル[4]
- スカイトリップ

上記スカイサイクルのリニューアルで、ウルトラツイスター撤去に伴い乗り場が変更され、以前のコースを逆走（右回り）するようになった。
- リトルティーカップ
- キディライド

ラクーア再開発に伴いコースターランドから移設
- ふわふわ
- キッズプレイス

2011年1月の事故に伴い終了・撤去
- スカイシアター

ラクーア再開発に伴い解体された「野外劇場」の後継施設。奈落などの設備は野外劇場のものが踏襲された。コースターの演出は無くなったが、照明設備のある柱を利用してワイヤーで吊られる演出が行われていた。当初は再開発が終わるまでの仮設だったため、消防法により2003年春に一旦解体。施設名改称時に改装して再オープンした。シアターGロッソへの移転に伴い2009年春に終了・撤去され、跡地にスプラッシュガーデンが開業。
- ブルームエクスプレス
- ちゃぷちゃぷクリーク

#### ジオポリス
- ジオパニック
- ハイパーイリュージョン
- ゾンビパラダイス
- びっきりハウス
- トウキョウパニッククルーズ
- ルパン三世 ～迷宮の罠～
- 3Dトリックアートパラダイス トリパラ

## 事件・事故
- 2002年1月1日 - タワーランドエリア内にあるアトラクション「スピニングコースター舞姫」にて、ブレーキ不良により追突事故が発生。1人が負傷[15]。
- 2010年5月頃 - タワーランドエリア内にあるアトラクション「スピニングコースター舞姫」にて、アトラクションの一部の部品が落下して女性従業員に当たり、軽傷を負う事故が発生[16]。
- 2010年11月29日 - タワーランドエリア内にあるアトラクション「タワーハッカー」にて女性従業員がアトラクション点検中にワイヤーに右手を挟まれ指3本を切断する事故が発生した[17]。この影響により、「タワーハッカー」が一時休止となった。
- 2010年12月5日 - ラクーアエリア内にあるジェットコースター「サンダードルフィン」にてアトラクション走行中、コースターの一部の部品が外れてしまい園内を歩いていた当時9歳の少女に当たり、軽傷を負った[18]。この影響により「サンダードルフィン」は2013年7月末まで営業休止となったが、8月から再開された。
- 2011年1月30日 - タワーランドエリア内にあるアトラクション「スピニングコースター舞姫」にて、当時羽村市に住む34歳の男性客がアトラクション乗車中、約8メートルの高さから振り落とされ落下し、死亡する事故が発生[19]。東京ドームシティアトラクションズ内での事故が相次いだ為、当面遊園地全体の運営を停止すると発表された他、同時に東京ドームシティアトラクションズの公式ウェブサイトも閉鎖された[20]。この影響により、以下のイベントの中止・会場変更が発生した[21][22]。
  - シアターGロッソで行われていた「天装戦隊ゴセイジャー」ショーは1月30日の公演を以って打ち切られ、2011年2月6日から3月6日にかけGロッソで行われるはずだった「ゴセイジャー素顔の戦士ショー」は中止が決定し、東京ドームグループがスポンサーを務めているテレビ朝日系列の特撮番組「ゴセイジャー」の最終回並びに、「海賊戦隊ゴーカイジャー」の第1話から第4話までのCMについてはPT扱いで「ゴセイジャー」ショー中止に関するお詫びを放送した[注 3]。第5話でのCM完全自粛[注 4]を経て、第6話はPTで他の東京ドームグループの施設のCM[注 5]を放送していたが、第7話からは東京ドームグループ自体も通常のスポンサーとして復帰している[注 6]。また「ゴーカイジャー」ショーの3月分の公演は震災等の影響もあって中止になったが、4月以降は公演を行った。
  - バレンタインイベント「Happy Valentine」は中止。
  - 2月5日・6日に開催予定だった「コスプレフェスタ」は開催中止。10月15日・16日開催分から再開。
  - 2月5日にラクーアで行われる予定だった松下優也のシングル「Paradise」の発売記念イベントが、ラゾーナ川崎プラザに変更。
  - 2月6日にラクーアで行われる予定だった渡り廊下走り隊7のシングル「バレンタイン・キッス」の発売記念イベントの会場が、パレットタウンのパレットプラザに変更。
  - 3月1日から31日まで例年開催の卒業記念イベント「卒業生いらっしゃい2011」は中止。
  - 3月20日・21日に開催予定だった「NEWレイヤーズパラダイス」は開催中止。2012年3月17日・18日開催分から再開。
  - 4月5日開催予定であった「さよなら絶望放送」の公開録音イベント"座・さよなら絶望放送"は会場をメルパルクホールに変更。
- 2011年3月11日に東日本大震災が発生したが既に休園中であったため、他のレジャー施設と異なり来場者に対する被害・影響は生じなかった。
- 2018年9月15日 - 午前3時ごろ、ジオポリスエリアで遊戯施設の入れ替え工事をしていた作業員7人が体調不良を訴え、うち1人が入院した。東京消防庁は現場で一酸化炭素を検出しており、作業員らは一酸化炭素中毒になったとみられる。
- 2023年5月31日 - ラクーアエリア内にあるジェットコースター「サンダードルフィン」で乗客19人を乗せたまま緊急停止するというトラブルが発生[23][24]。このトラブルによる怪我人はいなかった[25]。

## CM
- 画面サイズについては、かつては4:3だったが後にレターボックスを経て、16:9映像になった。映像素材は1992年のジュウレンジャーショーのCMまではフィルムだったが、1993年のダイレンジャーショーのCM以降はVTRとなった。ナレーターは神谷明が2010年の天装戦隊ゴセイジャーまで担当していた。

## アクセス

### 鉄道
- 水道橋駅
  - JR中央・総武線（各駅停車）
  - 都営地下鉄三田線
- 春日駅
  - 都営地下鉄大江戸線
  - 都営地下鉄三田線
- 後楽園駅
  - 東京メトロ丸ノ内線
  - 東京メトロ南北線

### バス
- 東京ドームシティ
  - 都営バス
    - 都02乙 茗荷谷駅経由 池袋駅東口行
    - 都02乙 水道橋駅経由 一ツ橋行（平日・土曜朝のみ）
    - 都02 茗荷谷駅経由 大塚駅行（平日朝のみ）
- 春日駅前
  - 都営バス
    - 都02 茗荷谷駅経由 大塚駅行
    - 都02 上野広小路経由 錦糸町駅行
    - 上60 白山二丁目経由 大塚駅行
    - 上60 白山二丁目、大塚駅経由 池袋駅東口行
    - 上60 根津駅経由 上野公園行
    - 都02乙 東京ドームシティ止まり
    - 都02乙 護国寺経由 池袋駅東口行
    - 都02乙 水道橋駅経由 一ツ橋行（平日・土曜朝のみ）
    - 上69 高田馬場駅経由 小滝橋車庫行
    - 上69 本郷三丁目駅経由 上野公園循環

## 舞台となった作品
映画
- 逆襲! 殺人拳 - 千葉真一主演・東映製作による1974年の日本映画。物語中盤の人質受け取りを後楽園ゆうえんちで行う設定になっている。